# Kosmos 2422
Kosmos 2422, ruski satelit sustava ranog upozorenja o raketnom napadu, iz programa Kosmos. Vrste je US-K (Oko br. 6068). 
Lansiran je 21. srpnja 2006. godine u 4:20 s kozmodroma Pljesecka s mjesta 16/2. Lansiran je u visoku orbitu oko planeta Zemlje raketom nosačem Molnijom-M 8K78M. Orbita mu je 584 km u perigeju i 39780 km u apogeju. Orbitne inklinacije je 62,90°. Spacetrackov kataloški broj je 29260. COSPARova oznaka je 2006-030-A. Zemlju obilazi u 717,96 minuta. 
Iz misije je ostalo ostalo nekoliko dijelova od više stupnjeva rakete: blok ML je ostao u orbiti, a ulažni motor i još neki dijelovi vratili su se u atmosferu.

## Vanjske poveznice
- N2YO.com Search Satellite Database (engl.)
- Celes Trak SATCAT Format Documentation (engl.)
- Kunstman  Arhivirana inačica izvorne stranice od 12. kolovoza 2019. (Wayback Machine) Satellites in Orbit (engl.)